# 大阪府立狭山高等学校
大阪府立狭山高等学校（おおさかふりつさやまこうとうがっこう、英称：Osaka Prefectural Sayama High School）は、大阪府大阪狭山市にある公立高等学校。
全日制普通科を設置している。地元の誘致運動を受け、135番目の大阪府立高校として1980年、南河内郡狭山町（当時）の現在地に開校した。
学校は半田遺跡の一角に位置し、学校建設時に発掘調査が実施されている。
2012年に元海上自衛隊幹部の竹本三保を民間人校長として迎え入れ、「さやまグローカル」と称するプロジェクトを立ち上げた。

## 沿革
- 1979年3月12日 - 大阪府議会で設置予算が議決される。
- 1979年5月27日 - 学校建設予定地での発掘調査を実施
- 1980年1月1日 - 大阪府条例により大阪府立狭山高等学校として設置。
- 1980年4月1日 - 開校。
- 1981年3月31日 - プール竣工
- 1981年7月16日 - 体育館竣工
- 2021年 - 体育館にクーラー設置

## 出身者
- 加藤学 - 実業家
- 古川照人 - 大阪狭山市長
- 山根康広 - シンガーソングライター
- 佐藤太一郎 - お笑い芸人
- 田中俊一 - 元プロサッカー選手（ロアッソ熊本）

## 交通
- 南海高野線金剛駅から徒歩12分

## 資料
- 56歳の青春宣言―女性自衛官校長になる 竹本三保 星湖舎 2018/4/1 ISBN 978-4863720954